# Fitness metabolico
Il Fitness metabolico è un concetto relativamente recente legato al fitness sportivo, che indica il "benessere metabolico" o la "salute metabolica", cioè un componente del fitness fisiologico che denota una riduzione del rischio di diabete e malattie cardiache mediante programmi di esercizio fisico a moderata intensità in cui il fine primario non è più il tipico miglioramento del fitness/benessere "cardiorespiratorio" o "cardiovascolare", ma piuttosto il miglioramento della componente metabolica del soggetto. Il Fitness metabolico è pertanto più indirizzato ai soggetti maggiormente esposti a patologie di origine metabolica, come la sindrome metabolica, il diabete mellito, l'insulinoresistenza, e le patologie cardiovascolari.

## Definizione
Il fitness metabolico rappresenta un nuovo approccio alla salute e al fitness sportivo che pone meno enfasi sul peso corporeo (o grasso corporeo) e più enfasi sulla salute del metabolismo, per rendere il soggetto "metabolicamente sano". Il fitness metabolico non richiede necessariamente il raggiungimento di un corpo magro, né pone l'accento sul sistema cardiovascolare tipico dell'atleta di endurance.
Il concetto di Fitness metabolico venne originariamente introdotto da Jean Pierre Després e colleghi, i quali segnalarono che l'aumento dell'attività fisica può ridurre le probabilità di insorgenza del diabete mellito e delle malattie cardiovascolari. La patologia della sindrome metabolica descrive una tendenza a fattori di rischio come l'obesità addominale e viscerale, e l'alta pressione. Després sostiene che lo stile di vita sedentario è tossico per la salute metabolica dei pazienti obesi, perché prevede il consumo di troppi cibi che portano ad un bilancio calorico positivo, portando la popolazione obesa a consumare sempre più calorie di quelle consumate. Piuttosto che focalizzarsi sulla riduzione del peso corporeo, egli raccomanda una dieta sana e bilanciata con meno grassi e carboidrati raffinati, e un aumento dell'attività fisica quotidiana. Inoltre, secondo Gaesser, il fitness metabolico è legato all'insulina, o più correttamente all'insulinoresistenza, un problema associato spesso al diabete mellito. Anche lui, come Després, sostiene che questa condizione può essere migliorata dal consumo di cibi sani e attività fisica regolare.
Il concetto di fitness metabolico sta prendendo piede soprattutto negli ultimi anni per identificare lo stato metabolico del soggetto. Il cosiddetto "profilo metabolico" infatti è una denominazione utilizzata per misurare lo stato della sensibilità all'insulina, della tolleranza al glucosio, e dei livelli di colesterolo. I benefici indotti dall'attività di fitness erano più spesso associati al fitness cardiovascolare, portando a dei miglioramenti di natura cardiovascolare come l'aumento del massimo consumo di ossigeno (VO2max). Il fitness metabolico al contrario mette in risalto i benefici di carattere metabolico come il miglioramento del profilo lipidico (riduzione dei livelli lipidici e LDL nel sangue e/o aumento del HDL), il miglioramento del profilo glicemico (aumento della sensibilità insulinica e della tolleranza al glucosio) perdita di peso associata alla riduzione della massa grassa, controllo dello stress, riduzione del rischio di diabete, riduzione del rischio patologico e morte prematura.

### Sensibilità insulinica
Dal punto di vista scientifico, il fitness metabolico può in alternativa essere definito come l'efficienza con cui il corpo umano risponde all'ormone insulina. Un corpo "insulino-sensibile" tende a presentare un'eccellente tolleranza al glucosio, una pressione sanguigna nella norma, e un buon profilo lipidico. Pertanto, le persone sensibili all'insulina tendono ad essere a basso rischio di diabete mellito di tipo 2 e malattie cardiovascolari rispetto alle persone che sono "resistenti all'insulina" o "insulinoresistenti", condizione metabolica in cui le cellule dei tessuti insulino-dipendenti (in particolare quelle del tessuto muscolare scheletrico, del cuore, del fegato e del tessuto adiposo) non rispondono normalmente a questo ormone, e infine possono causare disordini del metabolismo lipidico e un'elevazione della pressione sanguigna. La resistenza all'insulina è associata ad un alto rischio di diabete di tipo 2 e di malattie cardiache. Sebbene i geni possano avere un ruolo, le principali cause dell'insulino-resistenza sono l'assenza di esercizio fisico, una dieta ricca di grassi (specialmente grassi saturi), carboidrati e zuccheri raffinati, e povera di fibre, una condizione comune nella popolazione americana e non solo. Poiché queste condizioni di vita promuovono anche l'obesità, la "sindrome da insulino-resistenza" (meglio nota come sindrome metabolica) si osserva più spesso nelle persone grasse rispetto alle persone magre. Tuttavia una persona grassa con sindrome metabolica non necessariamente deve perdere grasso corporeo per migliorare la sensibilità all'insulina e il suo stato metabolico generale. Inoltre, non è necessario essere obesi per essere resistenti all'insulina. Si stima che un quarto degli uomini e donne non obesi degli Stati Uniti sono insulino-resistenti senza rendersene conto.

## Protocolli di allenamento per il fitness metabolico
Sostanziali miglioramenti nella sensibilità all'insulina possono essere ottenuti nel giro di pochi giorni o settimane, il che spiega perché gli importanti miglioramenti nella tolleranza al glucosio, nella pressione arteriosa, e nel profilo lipidico possono essere osservati così rapidamente dopo l'avvio di un programma di allenamento fisico e/o assumendo cibi più sani. I soggetti metabolicamente in forma e sani possono presentarsi in varie forme e dimensioni, quindi il messaggio sulla salute pubblica diventa molto semplice: essere fisicamente più attivi e seguire una dieta sana.
L'esercizio fisico da adottare per migliorare il fitness metabolico prevede un'attività fisica aerobica ad intensità moderata (~60-75 FCmax) per 20-40 minuti al giorno quasi tutti i giorni della settimana. L'intensità e la durata dell'esercizio possono essere modificati in base alle esigenze individuali. Se il tempo non è un vincolo, la durata può essere enfatizzata nell'esercizio riducendo l'intensità al minimo del range previsto. Altrettanto efficace, tuttavia, è l'esercizio cardiovascolare ad alta intensità, che trova una durata di soli 20-30 minuti. Per quanto riguarda l'alimentazione, i cibi più indicati per migliorare il fitness metabolico sono quelli che si trovano alla base della piramide alimentare: cereali integrali, frutta e verdura, e legumi (fagioli). Questi cibi contengono molte fibre e hanno dimostrato di migliorare la salute indipendentemente dal peso e indipendente dalla perdita di peso.